# Иван (Ступницкий)
Ива́н (в миру Иван Сатурнин Ступни́цкий) (укр. Іва́н Сату́рнін Ступни́цький, пол. Jan Saturnin Stupnicki; 16 октября  1816, с. Сухоречье, Галиция, Австрийская империя (ныне Львовская область, Украина) — 22 декабря 1890, Пшемысль, Австро-Венгрия) — церковный деятель УГКЦ, епископ Перемышльской, Самборской и Санокской епархии с 1872 по 1890 год, археолог, нумизмат.

## Биография
Родился в семье судьи Станислава Ступницкого и Анастасии из рода Белявских. Окончил гимназию во Львове. В 1836 году поступил во Львовскую греко-католическую духовную семинарию.
В 1842 году рукоположен. До 1843 года служил сельским священником, затем получил назначение на должность регистратора митрополичьей консистории во Львове. В 1858 году стал канцлером, а 1867 г. — каноником Львовского капитула.
В 1862—1872 годах исполнял обязанности директора Галицкой кредитно-сберегательной кассы.
В мае 1871 года номинирован на пост епископа Перемышльской архиепархии УГКЦ, старейшей украинской епархии, подтверждение получил через год в сентябре 1872 года.
Выступал защитником прав священников перед галицким наместником. В 1877 году был награждён титулом Помощника Папского престола, а в 1881 году — Австро-венгерским императорским орденом Железной Короны II-го класса.
Избирался послом (депутатом) Галицкого Сейма и его вице-маршалом (1873—1883).
С 1863 года входил в состав Министерской археологической и Центральной консервационной комиссий Австро-Венгрии в Вене, лично принимал участие в археологических раскопках по всей Галичине. Коллекционировал монеты со всего мира, автор ряда исследований о галицко-волынских и польских монетах.